# 트라이엄프 인터내셔널
트라이엄프 인터내셔널(Triumph International)은 스위스에 본사를 둔 속옷 제조, 판매 회사이다.
1886년 요한 고트프리트 슈피스호퍼(Johann Gottfried Spiesshofer), 미하엘 브라운(Michael Braun)이 독일 바덴뷔르템베르크주 호이바흐(Heubach)에 코르셋 제조장을 설립했다. 설립 당시에는 종업원 6명, 재봉틀 6대에서 시작했다. 1890년에는 종업원 수를 150명으로 확대했고 1894년에 최초로 제품을 해외에 수출했다.
1902년 슈피스호퍼, 브라운이 프랑스 파리에 위치한 에투알 개선문을 연상시키는 "트라이엄프"(Triumph)를 상표로 등록했고 나중에 "인터내셔널"(International)이 상표에 추가되었다. 1920년대에 있었던 경제 성장으로 인해 코르셋 수요가 감소하면서 회사는 브래지어 생산을 병행했고 1930년대에는 올인원 생산에 착수했다.
1933년에는 스위스 바트추르차흐(Bad Zurzach)에 최초의 국외 지사를 설립했다. 1950년대에 유럽의 여러 나라에 지사를 설립하면서 회사의 국제화가 진행되었다.

## 사진

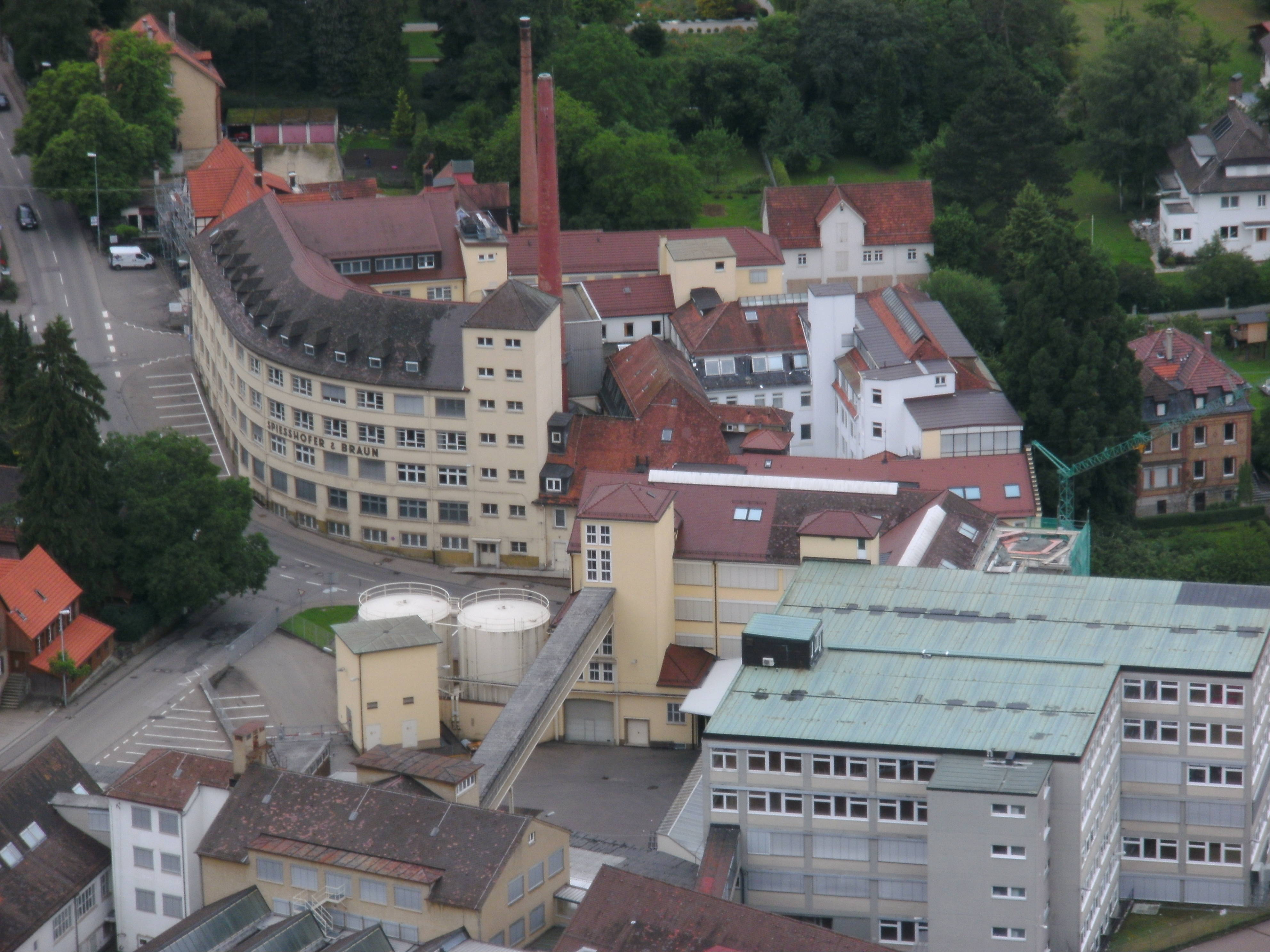
트라이엄프 인터내셔널이 설립된 독일 호이바흐
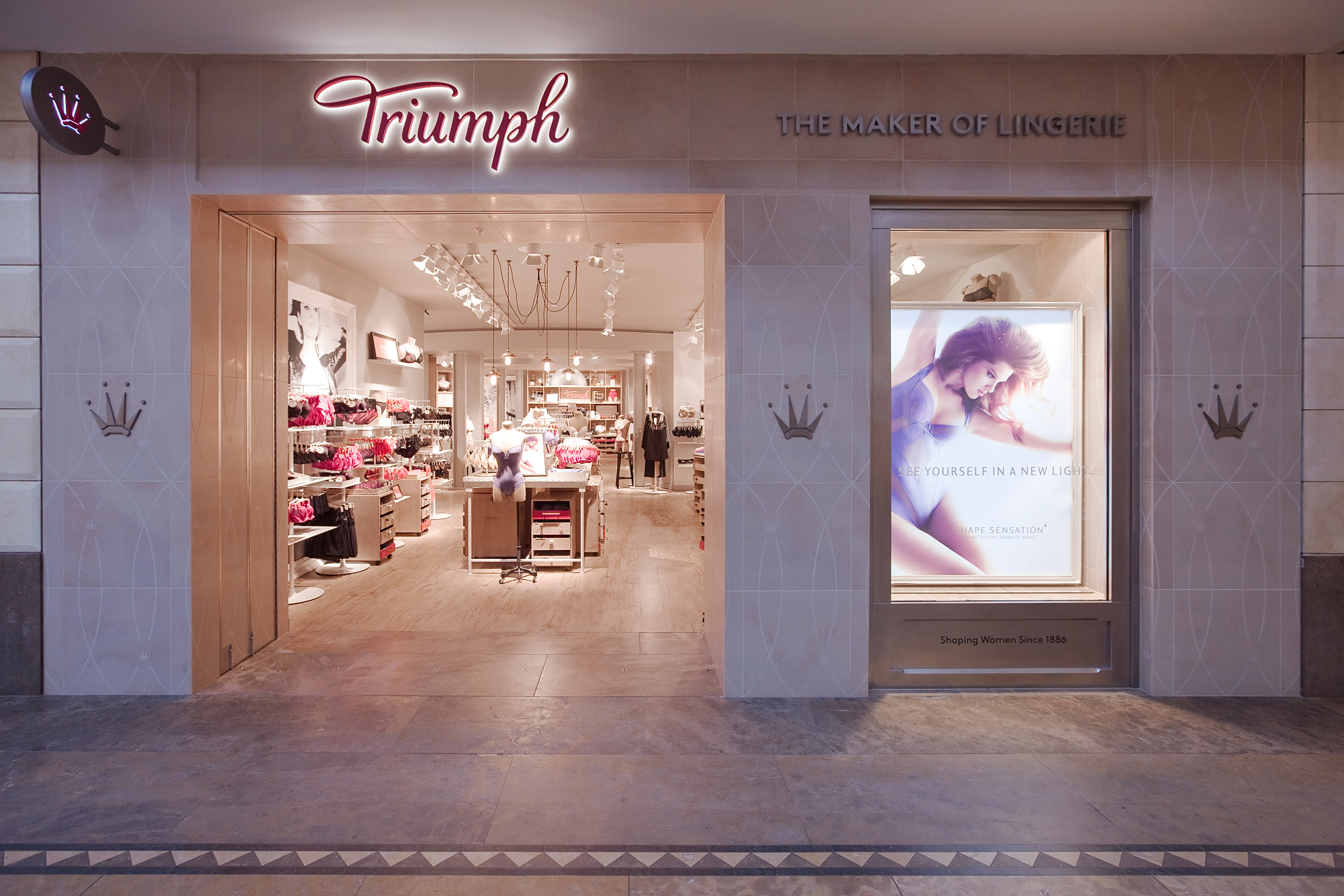
트라이엄프 인터내셔널 매장 입구